# 平台游戏
平台游戏（英語：Platform game）是一种游戏类别，这是动作游戏的一个子分类，代表性的作品如《超级马力欧》、《星之卡比》等，主要的游戏方式是在平面上使用各种方式在悬浮平台上进行移动和穿过各种障碍。游戏的环境通常设置有不平坦的地形，为了穿过它们，玩家需要操控角色在这些地形之间进行跳跃或者攀爬。玩家通常可以控制角色跳跃的高度和距离来避免角色落入深渊或者错失重要道具。这类游戏最为统一的元素就是跳跃键，但是在触摸屏出现之后，跳跃键也被点击触摸屏幕所代替，但是游戏的核心玩法并没有改变。在进入3D时代之前，动作游戏通常为此类。著名的平台动作游戏还有《高桥名人之冒险岛》、《索尼克》等。
近几年，电脑上涌现出了更多此类游戏，通常为游戏爱好者开发，属于同人游戏、独立游戏的一大分支。如《洞窟物语》、《X-Moto》。此类游戏也是卡普空的招牌类型，如《洛克人》、《红侠乔伊》等。
因“平台游戏”在中文里被误解为PlayStation、Xbox等主机或PC平台上的游戏，所以也有翻译为跳台游戏或跳台动作游戏。
在中国大陆地区，“平台游戏”也被翻译为“平台跳跃游戏”。